# (33382) Indranidas
(33382) Indranidas est un astéroïde de la ceinture principale.

## Description
(33382) Indranidas est un astéroïde de la ceinture principale. Il fut découvert le 10 février 1999 à Socorro (Nouveau-Mexique) par le projet LINEAR. Il présente une orbite caractérisée par un demi-grand axe de 2,40 ua, une excentricité de 0,14 et une inclinaison de 4,1° par rapport à l'écliptique.